# Блонский, Тит Кириллович
Тит Кириллович Блонский (укр. Тит Кирилович Блонський; 9 апреля 1830, Тлумач, Королевство Галиции и Лодомерии — 6 июля 1897, Яремче, Станиславовское воеводство) — галицко-русский общественный деятель, прозаик, поэт, драматург, исследователь церковной живописи, униатский священник.
Свои произведения писал на язычии.

## Биография
Сын священника Кирилла Блонского. В 1854 году был рукоположен. Служил священником в прикарпатских сёлах.
Кроме церковной, занимался общественной деятельностью. Проникнувшись бедственным положением простых людей, под влиянием популярных тогда общественных тенденций, связал себя с москвофильским движением. Во всей дальнейшей его общественной и творческой деятельности отразились русофильские православно-консервативные устремления.

## Творчество
Творческих приоритетов у Тита Блонского не было, он писал: стихи, прозу, драму, религиозно-философские статьи, исторические исследования и даже рисовал, большинство его работ были написаны язычием в смеси с церковнословянским языком, которые подписывал криптонимом — Б. Т.; Б. Т.К; Т. К. Б. До наших дней дошла лишь часть его произведений, которые хранятся в различных архивах или в рукописях. Наиболее известной стала его драма «Анастасия» в 4-х действиях о жизни галицких бояр во времена Ярослава Осмомысла. За работу «Церковная живопись» в 1884 году получил медаль Российской императорской академии наук.

## Избранные произведения
- «Анастасия» (драма, 1886)
- «Мелодии мая» (поэтический сборник, 1886)
- «Руина» (повесть, 1895)
- «Аккерманская полонянка» (поэма, 1863)
- «Падшим героям 1877—1878» (стихотворение, 1879)
- «Посвящение освобождению Болгарии от османцев» (стихотворение, 1879)
- «Из записок русского странника» (проза, 1880)
- «Литературные записки» (проза, 1882)
- «Церковная живопись» (исследование, 1882)